# Віленська археологічна комісія
Віле́нська археологі́чна комі́сія — наукове та просвітницьке товариство, що діяло у Вільнюсі в 1855—1865 роках.
Виникла завдяки лібералізації на початку царювання Олександра II Миколайовича з ініціативи групи віленських інтелектуалів на чолі з графом Євстахієм Тишкевичем. Він виступав у 1830—1840 роках з ідеєю створення вченого товариства і музею в Литві, де з ліквідацією віленській Медико-хірургічної академії та переводом до Духовної академії в Санкт-Петербург (1842) року не залишилося жодного наукового закладу. З іншого боку, влада була зацікавлена поставити під свій контроль діяльність патріотично налаштованих ентузіастів вивчення величного та героїчного минулого краю.

## Установа
Ідея втілилася 1855-го зі створенням Музею старожитностей і Тимчасової археологічної комісії. «Положення про Музей старожитностей і Тимчасової археологічної комісії» затверджено імператором 29 квітня (11 травня) 1855 року. Перше засідання комісії відбулося 11 ( 23) січня 1856 (надалі проходили, як правило, 11-го числа кожного місяця). Музей старожитностей відкрився в стінах Віленського університету 17 (29) квітня 1856, в день народження імператора Олександра II. В урочистостях взяли участь близько трьохсот осіб — православний митрополит Литовський та Віленський Йосиф (Семашко), католицький єпископ Вацлав Жилінський, військові й цивільні чиновники з генерал-губернатором  В. І. Назимова на чолі, вчителі, артисти, купці.
Цілями музею і комісії проголошувалося збирання «в одне ціле стародавніх книг, актів, рукописів, монет, медалей, зброї, написів і знімків з оних, статуй та інших предметів, що відносяться до історії Західного краю Росії», сприяння «збереженню пам'яток старовини», забезпечення можливості «скористатися ними до вивчення краю, не лише в історичному, а й у торговому, промисловому, сільськогосподарському та статистичному відношенні». Широким завданням відповідали різноманітність зібрань музею, широкий діапазон діяльності комісії та її склад.

## Склад
У початковий склад комісії входили її голова та піклувальник Музею старожитностей граф Єустахі Тишкевич та 15 дійсних членів' '«з місцевих письменників, що здобули популярність вченими працями своїми по частині історії, археології та статистики тутешнього краю» — віце-голова комісії, історик та публіцист, колишній член суспільства шубравцев Міхал Балінський; вчений секретар комісії археограф Маурици Круповіч; далі історик Теодор Нарбут, письменник, автор книг з історії та етнографії Юзеф Ігнацій Крашевський, прелат, перекладач актів віленського капітулу польською мовою Мамерто Гербурт, історик, археограф, видавець документів з історії Литви та Польщі, в молодості філарет Миколай Малиновський, письменник Ігнаци Ходзько, колишній професор історії Віленського університету  П. В. Кукольник, літератор, дослідник литовських старожитностей, видавець Адам Кіркор, астроном  М. М. Гусєв, та інші; крім того, 9' 'членів-співробітників, «здатних сприяти товариству своїми знаннями з частини археології та археографії» — лікар, видавець «Віленського альбому» Ян Казимир Вільчинський, видавець та книгопродавець Адам Завадський та ін, також 18' 'членів-благодійників, чиї одноразові пожертвування дозволили придбати «все необхідне для початкового облаштування та пристрої приміщення Музеума» — багаті та родовиті поміщики граф Райнольд Тізенгаузена, граф Маріан Чапський, граф Костянтин Тишкевич та ін; і, нарешті, 8' 'почесних членів, "які виявили готовність щорічно сплачувати на потреби Музеума та Комісії з 30 руб. сер. "- князь Микола Радзивілл, Костянтин Снітко та ін Членами АК стали скульптор Генріх Дмоховського, відомий магнат та покровитель литовської словесності І. Огінський, громадський діяч, письменник єпископ Мотеюс Валанчюса.Членом-співробітником був обраний ретавскій вчитель і агроном, видавець литовських календарів (включали крім різноманітних відомостей і практичних зразки народної поезії та твори  Д. Пошкі,  А. Страздас,  А. Баранаускаса) Лаурінас Івінскіс. У діяльності комісії брав участь поет Владислав Сирокомля (Людвік Кондратович), його учень, друг, секретар Вінценти Коротинський, згодом варшавський журналіст; як знавець литовської міфології в АК був прийнятий просвітитель Мікалоюс Акелайтіс.

## Діяльність
Археологічна комісія займалася не тільки збиранням «старожитностей» та дослідженнями у галузі історії, а й природознавством, статистикою, економікою. З 1858 Тишкевич та його однодумці робили зусилля перетворити АК в вчене товариство з відділеннями археології, археографії, природничих наук, статистики та економіки, з ще більш великим полем діяльності; передбачалося читання публічних лекцій при кожному відділенні. Далека мета полягала у відтворенні вищого навчального закладу.
АК видала два випуски своїх записок, том археографічного збірника, «Skarbiec» Даниловича у 2 томах, каталог музею, збірник статей з нагоди відвідин музею імператором Олександром II (1858). Вона мала в своєму розпорядженні фактично власним видавництвом у вигляді друкарні А. Кіркора (заснована в 1859; друкувалися переважно наукова та просвітницька література польською, російською, литовською, білоруською мовами). Бібліотека комісії наближалася до 20 000 томів та повинна була стати публічною, проте її відкриття затягувалося через напружену політичну ситуацію в краї у 1861—1862. Через поголовного носіння трауру за вбитим царською владою в Варшаві п'ятьох маніфестантів, що почалися заворушень, релігійно-патріотичних маніфестацій у серпні 1861 у Вільнюс, Гродно, Білосток з повітами та в Ковенської губернії було введено воєнний стан. У зв'язку з початком у 1863 році повстанням діяльність археологічної комісії припинялася та знову поновлювалася.

## Експозиція

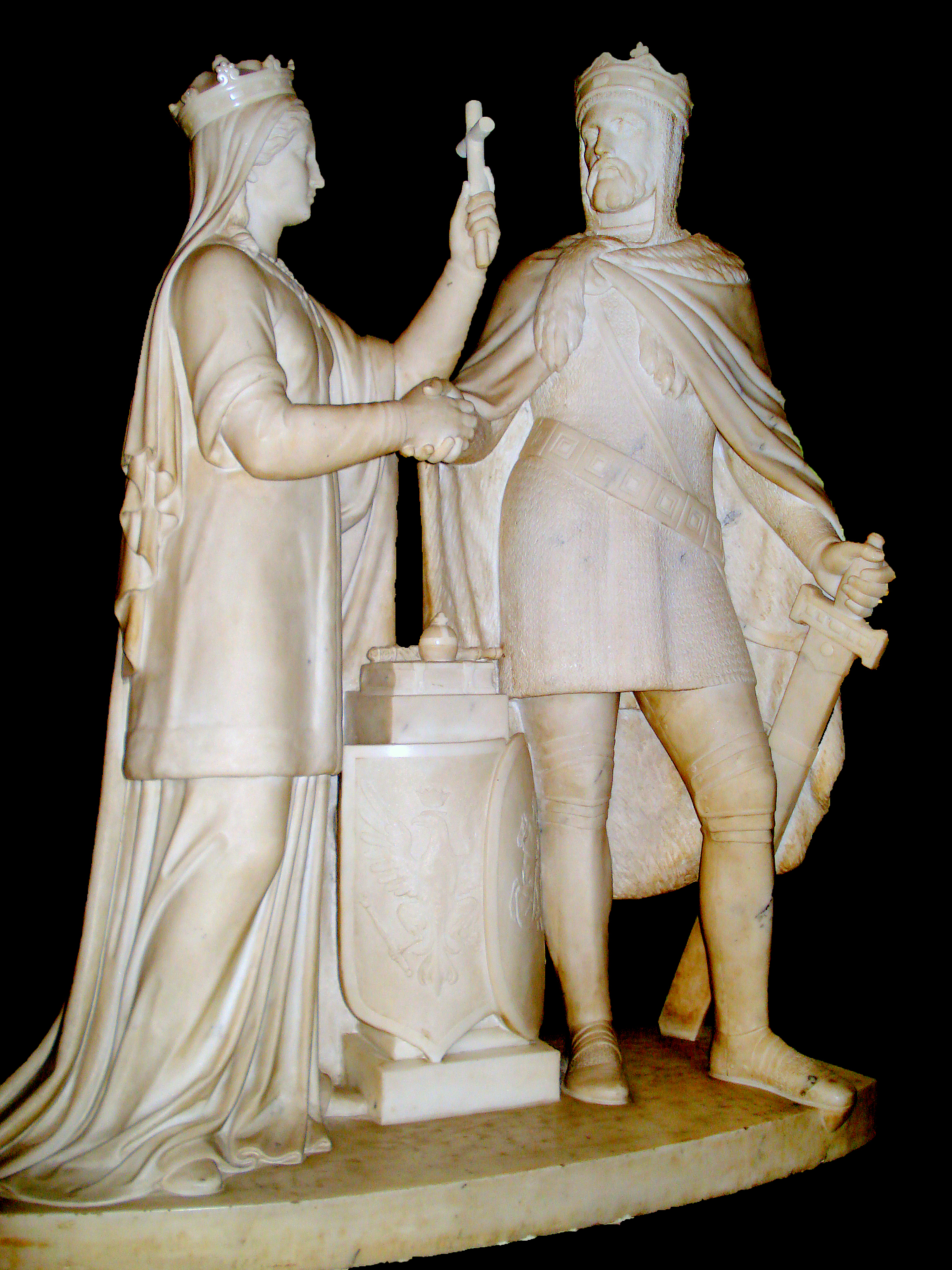
«Ягелло і Ядвіга»

Основу Музею старожитностей склали багаті колекції Тишкевича — понад 2 000 предметів старовини (кам'яні молоти, язичницькі ідоли, старовинна зброя тощо), бібліотека (бл. 3000 томів), збори 3 000 монет і медалей, понад 1 000 гравюр, географічних карт, мідних гравірованих дощок і т. ін., а також залишки мінералогічного, зоологічного, нумізматичного кабінетів закритого в 1832 році Віленського університету (зберігалися в діяла в стінах університету гімназії). Музей займав три зали на трьох поверхах центральної будівлі Віленського університету. Музей старожитностей був відкритий для публіки по неділях з 12 до 16 години. Він лише частково відповідав своїй назві: перший публічний музей у Литві включав в себе орнітологічний кабінет, конхіологічних та мінералогічну колекції (понад 15 000 опудал птахів і ссавців, препаратів, викопних кісток; десь приблизно 6000 монет і медалей), а також великі збори картин, естампів, скульптур (у 1859 137 живописних робіт, 3127 гравюр, 28 скульптур; у 1864 166 картин, 3570 творів графіки, 44 скульптури) при тому, що в Вільні не було іншого доступного публіці зібрання творів образотворчого мистецтва. Експозиція музею з портретами Стефана Баторія, Тадеуша Костюшка, Адама Міцкевича використовувалася для пропаганди патріотичних ідей. Наприклад, з 1858 виставлена скульптура Оскара Сосновського «Ягелло і Ядвіга», що символізує об'єднання Литви та Польщі (нині у вестибюлі Бібліотеки Академії наук Литви) є нагадування щодо Речі Посполитої.

## Ліквідація
При генерал-губернаторі М. М. Муравйова його сподвижник, новий попечитель Віленського навчального округу І. П. Корнілов запропонував прийняти до комісії ставлеників влади — генерала В. Ф. Ратча, А. П. Столипіна, полковника П. О. Бобровського, православного священика Антонія Пщолко. У липні 1864 року він розпорядився передати частину колекції мінералів гімназії. У березні 1865 року М. М. Муравйов наказав передати колекцію фортифікаційних моделей юнкерське училище. В 1865 році утворена Комісія для розгляду та приведення до відома та належний порядок предметів, що у віленському музеуме старожитностей. У висновках комісії керівники Археологічної комісії звинувачувалися у співчутті «польській справі», спроби створення в музеї «пантеону латинсько-польської старовини в краї» та пропаганді ідеї відновлення литовсько-польської держави. Тишкевич був змушений відмовитися від обов'язків голови археологічна комісія та піклувальника Музею старожитностей. Слідом за цим вони припинили існування.
З ініціативи М. М. Муравйова (грудень 1863) на початку 1864 року була створена Комісія для розгляду та видання давніх актів (Віленської археографічної комісії). Частина колекцій музею була вивезена у Рум'янцевський музей, інша зберігалася в приміщенні гімназії та потім використовувалася в експозиції музею при Віленської публічної бібліотеці, частково вивезена у евакуації 1915 року, залишки потрапили зрештою в Історико-етнографічний музей Литовської РСР, нині Національний музей Литви у Вільнюсі.